# Uromyces acetosae
Uromyces acetosae är en svampart som beskrevs av J. Schröt. 1876. Uromyces acetosae ingår i släktet Uromyces och familjen Pucciniaceae.   Inga underarter finns listade i Catalogue of Life.

## Bildgalleri

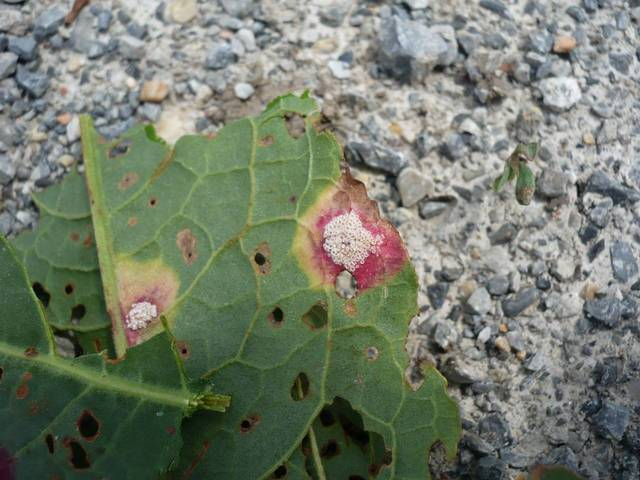